# آنا سوروکین
آنا سوروکین (روسی: Анна Вадимовна Сорокина؛ زادهٔ ۲۳ ژانویهٔ ۱۹۹۱) یک کلاهبردار روسی است. بین سال‌های ۲۰۱۳ تا ۲۰۱۷، زمانی که در ایالات متحده زندگی می‌کرد، وانمود کرد که یک وارث آلمانی ثروتمند به نام آنا دلوی است و در سال ۲۰۱۷ به اتهام کلاهبرداری از بانک‌ها، هتل‌ها و آشنایان به مبلغ ۲۷۵۰۰۰ دلار دستگیر شد. او در سال ۲۰۱۹ به چندین فقره تلاش برای سرقت بزرگ، سرقت درجه دوم و سرقت خدمات در رابطه با این جرایم محکوم شد. یک اقتباس تلویزیونی از داستان او با عنوان دروغ آنا توسط نتفلیکس ساخته شده‌است. او در حال حاضر توسط اداره مهاجرت و گمرک ایالات متحده در بازداشت به سر می‌برد.